# Mika Newton
Mika Newton (em ucraniano: Мiка Ньютон, em russo: Мика Ньютон; nascida Oksana Stefanivna Hrytsay, em ucraniano: Оксана Стефанівна Грицай, em russo: Окса́на Стефа́новна Грица́й; Burshtyn, República Socialista Soviética da Ucrânia, 5 de março de 1986) é uma cantora ucraniana que representou o seu país no Festival Eurovisão da Canção 2011 em Düsseldorf, Alemanha. Com a canção "Angel" ("Anjo"), cantada exclusivamente em inglês, Mika Newton acabou em quarto lugar.